# MWC 480
Désignations
MWC 480 est l'étoile dont le disque circumstellaire est le premier disque protoplanétaire au sein duquel des molécules organiques complexes ont été détectées.
MWC 480 est une jeune étoile environ deux fois plus massive que le Soleil située à environ ∼ 530 a.l. (∼ 162 pc) de nous dans la région de formation d'étoiles du Taureau. Le « MWC » du nom de l'étoile fait référence au catalogue du Mont Wilson (Mount Wilson Catalog en anglais) d'étoiles B et A ayant des raies brillantes de l'hydrogène dans leur spectre.
MWC 480 émet des rayons X telle une étoile de Herbig Ae/Be de la pré-séquence principale mais avec un ordre de grandeur d'absorption photoélectrique en plus. Cette étoile possède une enveloppe de gaz et de poussière et est entourée d'un disque protoplanétaire. Des astronomes utilisant ALMA ont détecté dans ce disque des quantités importantes de cyanures, notamment de l'acétonitrile (cyanure de méthyle, CH3CN), molécule carbonée complexe, et du cyanure d'hydrogène (HCN),,. Aucun sigle de formation planétaire n'a été détecté.